# Битка код Незакција
Битка код Незакција позната у народу као битка код Визаче, која се водила 177. године п. н. е. код главног Хистријског града Незакција на југоисточној обали Истре, два километра североисточно од Валтуре и дванаест километара од Пуле, изнад долине Будава. Битку су водила се између племена Хистри које је предводио краљ Епулон и римске војске коју су водили Ауло Манлије Вулзон, Марко Јуније Брут и Марко Клаудије Пулцер. 

## Предуслови
На прелазу из 3. у 4. век п. н. е. источна обала Јадрана све више окупира пажњу Римљана који испољавају политичке и економске интересе на ово подручје. Као упориште за војне акције против Хистра и за реализацију даљњих планова по којима је требало да потуку Либурне и остале Илире, Римљани су саградили ратну базу Аквилеју, на десетак километара од Јадранског мора, близу данашње границе Италије и Словеније. Од тада почињу стални борбе Римљана и Хистра. У тим првим сукобима успех није био потпун, па њима нису биле задовољне обе стране.
За то време староседедоци Хистри обликовали су властиту државу са основним карактеристикама државности, и временом постали војна сила, на челу с наследним вођом (краљем). Овај самостални развитак Хистра насилно је прекинут 177. год. п. н. е., војним походом експанзионистичког Рима. Тада су заузета и порушена утврђена градинска насеља Мутила, Фаверија и Незакциј, што је представљало крај хистарске аутономије и почетак римске владавине на истарском полуострву.
Велике операције проти Хустрана предузимају Римљани  221. године п. н. е., када су Хистри били у савезу с Деметријем Хваранином, стратегом и војсковођом, који се од римског штићеника претворио у њиховог противника. Деметрије је, наиме, након 225. године п. н. е. ушао у савез с македонским владарима и 221. године п. н. е. постао саветник младога македонскога краља Филипа V.
Како су, Римљани били заузети сукобима с Галима у северној Италији, а Сенат је морао водити рачуна и о догађајим у јужној Хиспанији, у којој су Картажани обнављали своју моћ и утицај. Деметрије је у то време практички владао добрим делом јадранске обале, од Скодре до Либурније. Када је почео да се бави гусарењем, како је то записао Апијан (Иллyр., 8, 23), он је на то потстакао и Хистре, други илирски народ. Они су нападали римске бродове са житом па су их Римљани, након што су поразили Келте, прогнали заједно с другима, ваљда Деметријевим поданицима. Тај и други Деметријеви поступци довели су до римскога напада на Деметрија 219. године п. н. е. у његову седиштуу Пхарусу (Стари Град на Хвару). Поразили су га и срушили зидове града, а Деметрије је побегао Филипу V. (Заниновић 1998, 89-96; Цоппола 1993, пассим). Тиме је завршило једно важно поглавље илирске историје и Римљани су ојачали своје позиције на јужном Јадрану.
Након победе над Галима у северној Италији Римљани почињу са оснивањем колонија. Тако су 189. године п. н. е. основали латинску колонију у Бононији, а 183. године п. н. е. колоније римских грађана у Парми и Мутини, осигуравајући тиме своју власт у овим крајевима. Осим тога, учврстили су савез са Венетима.
Хистри су, међутим у то време, и даље гусарили са својим јужнијим сународњацима. Сенат у Риму је 183. године п. н. е. донео одлуку о оснивању колоније у Аквилеји  (181. године п. н. е.). Претор Квинт Фабије Буртон ушао је у Хистрију 181. године п. н. е., јер су се Хистри бунили против оснивања колоније у Аквилеји.

## Ток борбе
У првим борбама римске трупе, које су предводили Ауло Манлије Вулзон, Марко Јуније Брут, пустошиле су целим путем кретања. Ливије помиње и да су Хистри извршили један успешан напад на римски логор, током кога су се легионари у паници разбежали, а Хистри присвојили велики ратни плен: драгоцености, опрему, храну и вино.
Римска војска се брзо прегруписала и брзо је сустигла илирске ратнике оптерећене пленом, опијене победом и вином и лако повратила изгубљено.
Даљим акцијама надмоћна римска војска приморала је Хистре да се повуку у своју тврђаву Незакциј, заједно са цојим краљем Епулоном и осталим вођама.
Трећи римски војсковођа Клаудије након што је довео две нове легије блокирао је тврђаву, а предходну војску са својим генералима пустио је да оду.
Како је поред Незакција протицала река којом су бранитељи не само пунили своје резервоаре и тако се снабдевали водом за пиће, већ истовремено као природна водена препрека штитила град од нападача.
Након што је Клаудије дуго и безуспешно нападао, дошао је на идеју да војници преграде реку и да је усмере мимо тврђаве, чиме је насеље оставио без неопходне воде, али без адекватне заштите, као водене баријере.
У одлучујућем нападу преко пресушеног корита реке, лако је било савладати непријатеља који је остао без воде. Римска војска је преко зидина продрла у град, а становништво, да не би пало у римске руке, убијало је жене и децу и гинуло у борби. Краљ Епулон је извршио самоубиство, а само мали део његових бораца је преживио, међу њима и вође које су Римљани одмах побили.
У овом победничком насртају пала су још су два града и разорена – Мутила и Фаверија. Пораженим Хистрима једино је пресотало да признају римску власт.

## Последице
Насилан упад на подручје Хистрије 177. године п. н. е. и заузимање Назакција од стране Римљана означио је не само пад Незакције као главног града, већ и крај хистарске аутономије и почетак римске превласти на истарском полуострву. Овај догађај најбоље илуструје запис Тита Ливија под називом Од оснивања града, XLI, 11, који овако гласи:    
Неколико дана раније Јуније и Манлије свом силом започели су нападати град Незакциј, у који су се склонили хистарско племство и краљ Епулон. Клаудије је довео две нове легије, стару војску са својим генералима пустио је да оде, сам је окружио град и започео је напад преко реке испред зидина, која омета нападаче, а уједно чини заштиту Хистрима и омогућује им свежу воду, те је потребно много дана да се резервоар воде поновно напуни. То чудо с одсецањем од воде престравило је барбаре; но ни тада нису помишљали на мир него су стали убијати своје жене и децу, а да би непријатељи видели то гнусно недело, клали су их отворено на зидинама и оданде стрмоглављали. Усред запомагања жена и деце и тог неизрецивог покоља војници се попну преко зидина и уђу у градину. Буку његовог заузећа схватио је краљ по преплашеним крицима оних који су бежали; зарио је сам себи мач у прси, да га не заробе жива; остали су заробљени или побијени. Још су два града заузета на јуриш и разорена – Мутила и Фаверија. Плијен је био већи неголи је било очекивати од тога сиромашног света, и сав је препуштен војницима. Пет хиљада шест стотина тридесет и две главе продане су у робље. Коловође рата ишибане су и послане под секиру. Након разарања оних трију градова и краљеве смрти, сва је Истра смирена; сва су племена са свих страна предала таоце и признала римско господство...
Накнадно, када су овладали овим простором Римљани су склопили споразуме са појединим хистарским заједницама. Једна трећина земљишта, са обалним појасом и плодним равницама у непосредном залеђу насеља, постала је државно власништво  (res publicus populi romani). Најбоља земља је уступљена новопридошлим римским породицама (око 3.000 колониста пешака), а остатак земљишта, које Римљани нису запосели или користили, припала је аутохтоном хистарском становништву. Хистрани су ову земљу могли користити само уз одређене услове, за сечу шума, испашу и лов.
Домаће становништво је од својих прихода морало издржавати службене представнике римске власти са пратећом свитом, и обезбеђивати смештај и исхрану римским војним јединицама и посадама ратних бродова.
Хистрима је билазабрањена пловидба и трговина, прилаз римској војсци, а нису смели носити оружје. Нису имали право притужби против поступака војне и административне управе.
Аутохтоно становништво Истре било је и у обавези да римљанима плаћа лични данак (tributum capitis).
- Поприште накадашње битке - данас Археолошког парка Незакциј